# Bravo!
Bravo!是1997年7月1日被推出的夏之管（TUBE的第19張(件)的專輯。

## 收錄曲目
（全作詞:前田亘輝）（全作曲:春畑道哉）
1. Bravo!
2. Purity
3. Born in Japan～extended surf mix～
4. 返回在道也...(もどり道でも...)
5. 熱情(情熱)
6. 壞掉到一半的My Soul(壊れかけのMy Soul)
7. 青春白書～After the summer～
8. Open your everything
9. Make your motion
10. 給你的敘事聲樂曲(君へのバラード)
11. 那樣的東西(そんなもんさ)